# Joe – jättegorillan
Joe – jättegorillan (originaltitel: Mighty Joe Young) är en amerikansk äventyrsfilm från 1998 i regi av Ron Underwood. I huvudrollerna syns bland andra Bill Paxton och Charlize Theron.
Filmen är en nyinspelning av Fantomen från Afrika från 1949.

## Handling
En kvinnlig primatolog, Ruth Young (Linda Purl), blir dödad när några tjuvjägare skjuter en gorillahona, och på sin dödsbädd ber hon sin dotter Jill skydda gorillans baby Joe. 12 år senare träffar zoologen Gregory O'Hara (Bill Paxton) på Jill (Charlize Theron) och den nu 4,5 meter stora gorillan Joe (John Alexander) och för att skydda gorillan mot jägare tar de med honom till ett reservat i USA. I Los Angeles är tjuvskyttarna dock i kapp och en vild kamp börjar för att rädda Joe.

## Rollista (i urval)
- Bill Paxton – Dr. Gregory "Gregg" O'Hara
- Charlize Theron – Jill Young
- John Alexander – Joe
- Rade Šerbedžija – Andrei Strasser
- Peter Firth – Garth
- David Paymer – Dr. Harry Ruben
- Regina King – Dr. Cecily Banks
- Robert Wisdom – Kweli
- Naveen Andrews – Pindi
- Lawrence Pressman – Dr. Elliot Baker
- Linda Purl – Dr. Ruth Young
- Mika Boorem – Unga Jill Young
- Geoffrey Blake – Vern
- Christian Clemenson – Jack
- Cory Buck – Jason
- Liz Georges – Jasons mamma

### Svenska röster
- Thomas Hanzon – Dr. Gregory "Gregg" O'Hara
- Lizette Pålsson – Jill Young
- Thomas Oredsson – Andrei Strasser
- Anders Öjebo – Garth
- Sven-Åke Gustavsson – Dr. Harry Ruben
- Isabelle Moreau – Dr. Cecily Banks
- Roger Storm – Kweli
- Johan Svensson – Pindi
- Gunnar Uddén – Dr. Elliot Baker
- Monica Forsberg – Dr. Ruth Young
- Emma Iggström – Unga Jill Young
- Stefan Berglund – Vern
- Gustav Larsson – Jack